# Кожаниязов, Серик Салаватович
Серик Салаватович Кожаниязов (каз. Серік Салауатұлы Қожаниязов) — казахстанский политический и государственный деятель. Аким города Кызылорды (2007—2008; с 10 января по 1 августа 2024).

## Биография
Родился 7 января 1965 года в городе Кызылорде.

### Образование
В 1989 году окончил Кузбасский политехнический институт по специальности «инженер-механик».
В 2002 году окончил Кызылординский филиал Евразийского государственного университета им. Л.Н. Гумилева по специальности «экономист-финансист».

### Трудовая деятельность
Трудовую деятельность начал в 1989 году инженером-технологом, мастером участка ремонтно-механического завода №2 в городе Кзыл-Орде.
В 1992—1994 гг. — директор малого предприятия «Серик».
В 1994—1999 гг. — управляющий инвестиционного приватизационного фонда «Арко-инвест».
В 1999—2001 гг. — директор государственного предприятия «Городской бизнес-центр» при акиме города Кызылорды, директор государственного предприятия «Центра по привлечению инвестиций и развитию фондового рынка» при акиме Кызылординской области, директор филиала открытого накопительного пенсионного фонда «Сенім» в городе Кызылорде.
В 2001—2005 гг. — заведующий отделом индустриально-инновационного развития аппарата акима Кызылординской области.
В 2005—2007 гг. — директор департамента предпринимательства и промышленности Кызылординской области.
В 2007—2008 гг. — аким города Кызылорды.
В 2008—2009 гг. — главный инспектор отдела организационной работы и территориального развития канцелярии премьер-министра Республики Казахстан.
В 2009—2012 гг. — заместитель заведующего отделом организационный работы и территориального развития канцелярии премьер-министра Республики Казахстан.
В 2012—2014 гг. — заведующий отделом регионального развития канцелярии премьер-министра Республики Казахстан.
В 2014—2019 гг. — заместитель акима Кызылординской области, специальный представитель президента Республики Казахстан на комплексе «Байконур».
В 2019—2021 гг. — государственный инспектор отдела государственного контроля и организационно-территориальной работы Администрации Президента Республики Казахстан.
В 2021—2022 гг. — вице-министр экологии, геологии и природных ресурсов Республики Казахстан.
В 2022—2024 гг. — первый заместитель акима Кызылординской области.
С 1 января по 10 августа 2024 года — аким города Кызылорды.
С 10 августа 2024 года — независимый директор национальной компании «КазМунайГаз».
С 16 октября 2024 года — вице-президент по капитальному строительству и внешним связям АО «ПетроКазахстан Кумколь Ресорсиз».